# Roselin à sourcils roses
Carpodacus rodochroa
Espèce
Synonymes
- Carpodacus rodochrous

Statut de conservation UICN

 LC  : Préoccupation mineure
Le Roselin à sourcils roses (Carpodacus rodochroa) est une espèce de passereau appartenant à la famille des Fringillidae.

## Distribution
Cet oiseau vit à travers l'Himalaya.

## Habitat
Il se présente comme une mosaïque de milieux : forêts ouvertes de sapins et de bouleaux, fourrés de chênes et de saules, sous-bois de forêt de chênes, formations de genévriers rabougris, versants herbeux, lisières et clairières de forêts, jardins et cultures.

## Alimentation
Elle consiste essentiellement en fleurs et graines de plantes herbacées comme un mouron (Stellaria sp.) et en baies et graines des buissons des genres Cyathula, Viburnum, Ziziphus et Buddleia, mais la photo ci-dessus de Jag Mohan Garg montre que ce roselin prélève également du nectar de rhododendron.

## Nidification
Elle s'étend de juillet à septembre. Le nid est généralement situé dans un buisson bas de genévrier, un fourré de saule, un enchevêtrement de chèvrefeuille ou dans un jeune sapin, rarement au-delà de 1,20 m du sol. C'est une coupe de brindilles, herbes, mousses et lambeaux d'écorce de bouleau tapissée intérieurement d'herbes très fines et de poils. Elle contient de 4 à 6 œufs bleu-verdâtre légèrement tachetés de noirâtre vers le gros pôle.